# ماریسا دل فراته
ماریسا دل فراته (ایتالیایی: Marisa Del Frate؛ ۱۱ مارس ۱۹۳۱ – ۵ فوریهٔ ۲۰۱۵) مدل، بازیگر، خواننده اهل ایتالیا بود.
از فیلم‌ها یا مجموعه‌های تلویزیونی که وی در آن‌ها نقش داشته است، می‌توان به «برای همیشه بدرود» اشاره نمود.